# Europarlamentari pentru Suedia 2004-2009
Această listă este o listă a membrilor Parlamentul European for Suedia in the 2004 to 2009 sesiunea, aranjați după nume. Vezi Parlamentul European election, 2004 (Suedia) for election results.
- Jan Andersson, Social Democratic Workers' Party of Suedia (Partidul Socialiștilor Europeni)
- Maria Carlshamre, Liberal People's Party (Alianța Liberalilor și Democraților pentru Europa)
- Charlotte Cederschiöld, Moderate Coalition Party (Partidul Popular European)
- Lena Ek, Centre Party (Alianța Liberalilor și Democraților pentru Europa)
- Christofer Fjellner, Moderate Coalition Party (Partidul Popular European)
- Hélène Goudin, June List (Independență și Democrație)
- Anna Hedh, Social Democratic Workers' Party of Suedia (Partidul Socialiștilor Europeni)
- Ewa Hedkvist Petersen, Social Democratic Workers' Party of Suedia (Partidul Socialiștilor Europeni)
- Gunnar Hökmark, Moderate Coalition Party (Partidul Popular European)
- Anna Ibrisagic, Moderate Coalition Party (Partidul Popular European)
- Nils Lundgren, June List (Independență și Democrație)
- Cecilia Malmström, Liberal People's Party (Alianța Liberalilor și Democraților pentru Europa)
- Carl Schlyter, Green Party (Grupul Verzilor - Alianța Liberă Europeană)
- Inger Segelström, Social Democratic Workers' Party of Suedia (Partidul Socialiștilor Europeni)
- Jonas Sjöstedt, Left Party (Stânga Unită Europeană - Stânga Verde Nordică)
- Eva-Britt Svensson, Left Party (Stânga Unită Europeană - Stânga Verde Nordică)
- Åsa Westlund, Social Democratic Workers' Party of Suedia (Partidul Socialiștilor Europeni)
- Anders Wijkman, Christian Democrats (Partidul Popular European)
- Lars Wohlin, June List (Independență și Democrație)